# Clusia phelpsiae
Clusia phelpsiae är en tvåhjärtbladig växtart som beskrevs av Tobias Lasser och Maguire. Clusia phelpsiae ingår i släktet Clusia och familjen Clusiaceae. Inga underarter finns listade i Catalogue of Life.